# Montravel (AOC)
Pour les articles homonymes, voir Montravel.
Le montravel est un vin français qui bénéficie d'une appellation d'origine contrôlée française. Il est produit dans le vignoble du Sud-Ouest de la France et concerne des vins blancs secs et du vin rouge. C'est une appellation locale incluse dans l'appellation régionale bergerac.

## Histoire
Cette appellation a une histoire ancienne commune avec celle des autres vins de Bergerac (voir l'historique de l'article vignoble de Bergerac).
Le montravel blanc a été reconnu en AOC le 31 juillet 1937. Le vin rouge l'a été en 2001. 

## Situation

### Aire géographique
Cette appellation occupe l'ouest du vignoble de Bergerac. 
Elle est circonscrite à la zone classée des communes suivantes : Bonneville-et-Saint-Avit-de-Fumadières, Fougueyrolles, Lamothe-Montravel, Montcaret, Montazeau, Montpeyroux, Nastringues, Port-Sainte-Foy-et-Ponchapt, Saint-Antoine-de-Breuilh Saint-Michel-de-Montaigne, Saint-Seurin-de-Prats, Saint-Vivien, Saint-Méard-de-Gurçon et Vélines.

### Climatologie
Elle bénéficie du même climat que Bergerac. (voir le paragraphe climatologie de l'article vignoble de Bergerac)
Le microclimat local est rendu plus clément pour la vigne par l'exposition plein sud de ses coteaux. La proximité de la rivière Dordogne modère un peu les écarts climatiques.

### Géologie et orographie
L'appellation est implantée à cheval sur:
- une roche mère d'origine sédimentaire : le même calcaire à astérie que celui du vignoble de Saint-Émilion surmonté de la molasse de l'Agenais et le calcaire blanc de l'Aquitanien responsable des reliefs les plus marqués.
- Des alluvions du quaternaire[1]. Ce sont des sables et graviers argileux au pH plutôt acide, peu fertile et bien drainants situés sur les terrasses qui bordent la Dordogne.

## Le vignoble

### Encépagement
Les cépages blancs principaux sont la muscadelle B, les sauvignon blanc B et gris G et le sémillon B. L'ondenc B peut être ajouté en cépage accessoire en étant limité à 10 % de l'encépagement. La proportion de sémillon blanc et de l'ensemble sauvignon gris et blanc ne peuvent être inférieurs à 25 % de l'encépagement. 
Le cépage rouge principal est le merlot N. Il doit dépasser 50 % de l'encépagement. Les cépages complémentaires sont le cabernet franc N, le cabernet sauvignon N et le côt N. 

### Pratiques culturales
Les vignes sont plantées à un minimum de 5000 pieds par hectare. L'écartement entre rangs ne doit pas dépasser deux mètres et l'écartement entre ceps dans le rang doit être au moins de 0,80 mètre. Ces mesures visent à entretenir une concurrence entre ceps pour l'accession aux éléments minéraux du sol favorables à une bonne richesse du raisin en sucre et en arômes. 
Les vignes sont conduites avec les modes de taille guyot, en cordon de royat ou encore à cots. (nom local de la taille en gobelet) Elle est limitée à 10 yeux francs (bourgeons porteurs de grappe) par cep. Cependant, le vigneron peut tailler plus long pour ensuite éliminer les yeux mal placés ou en retard lors de l'épamprage. 
La hauteur du feuillage doit être au moins de 0,6 fois l'écartement entre les rangs. Une surface foliaire suffisante est indispensable au développement du raisin. En effet, ce sont les feuilles qui produisent le sucre (véhiculé par la sève élaborée) et issu de la photosynthèse.
Le viticulteur traite la vigne contre les maladies cryptogamiques (principalement mildiou et oïdium) et maintient le sol propre en tondant l'herbe ou en utilisant des herbicides. Malgré ces précautions, des pieds de vigne meurent tous les ans. Ils doivent être remplacés car si le taux de pieds morts ou manquants dépasse 20 %, le rendement de la parcelle est réduit dans la même proportion.
L'irrigation des vignes est interdite.

### La récolte

#### Rendement
La charge maximale de raisin apte à la production du côtes de montravel est limitée à 8 000 kg par hectare. Une fois ce raisin vinifié, la quantité produite par hectare est limitée à cinquante hectolitres de vin.

### Maturité du raisin
Le raisin doit être récolté mûr. Pour cela, il doit atteindre une richesse en sucre d'au moins 170 grammes par litre de moût de raisin blanc et 189 grammes de sucre par litre de moût pour les vins rouges.

#### Vendanges
La date de début des vendanges est fixée par le ban des vendanges publié par arrêté préfectoral. La date est choisie par les représentants des viticulteurs et des agents de l'INAO en fonction de l'état de maturité de parcelles de raisins précoces. 
Les vendanges peuvent se faire manuellement ou à l'aide d'une machine à vendanger. Le transport jusqu'au chai se fait en remorque-benne. 

## La vinification
Les opérations classiques de la vinification du vin blanc sont appliquées: éraflage et foulage, facultatifs, puis pressurage, débourbage et fermentation alcoolique. Cependant, les bennes à vidange par pompe à palette et les pressoirs continus sont interdits. 
En vinification en rouge, le raisin macère deux à quatre semaines pendant lesquelles la fermentation alcoolique se déroule. Il est ensuite écoulé et pressuré. Le vin est conservé en cuve durant la fermentation malolactique, puis il est élevé en cuve ou en barrique durant au moins un an et demi: il ne peut être commercialisé avant le 15 avril de la seconde année qui suit la récolte : le millésime 2007 est sorti le 15 avril 2009. 
Lors de l'assemblage, les vins blancs doivent comporter au moins deux cépages principaux et l'ondenc B ne peut dépasser 50 % de l'assemblage. Pour les vins rouges, le merlot N est obligatoire mais le vin doit être un assemblage, donc le merlot N ne saurait rester seul.

## Le vin

### Normes analytiques
Le montravel est un vin sec. Il doit donc avoir en fin de fermentation une quantité de sucre non fermentée inférieure à 3 grammes par litre.
Le vin doit présenter un taux alcoométrique volumique naturel de 10,5 % de volume pour les vins blancs et 11 % pour les vins rouges. Lorsque le vin est enrichi, le vin ne doit pas dépasser 13,5 % de volume pour les vins rouges et 13 % pour les vins blancs.

### Dégustation
Les vins rouges sont amples, structurés avec un fruité et une souplesse liée à la présence majoritaire du merlot N. Ils se situent en dégustation entre les côtes de Bergerac tanniques et virils et les saint-émilion plus féminins.
Les vins blancs secs sont équilibrés entre les arômes floraux et fruités et les arômes minéraux (pierre à fusil). Ils peuvent être bus jeunes mais peuvent aussi se conserver deux ou trois ans. 

### Accords à table
Le vin rouge peut participer à un accord avec les viandes rouges, le gibier, les sauces aux champignons ou les fromages à pâte molle à croûte fleurie (camembert, brie...), à pâte pressée non cuite (cantal) ou cuite. (comté, emmental français...)
Les vins blancs sont des vins d'apéritif et de repas sur un thème marin (fruits de mer et poisson) ou sur les viandes blanches. En fin de repas, ils sont à leur avantage avec les fromages au lait de chèvre de type cabécou.

## La production
En 2005, la production a atteint 11 523 hectolitres sur 246 hectares.
Elle se répartit sur 73 opérateurs, dont 68 viticulteurs et 55 vinificateurs. (50 caves particulières, 4 caves coopératives et 1 négociant)